# Erioptera (Erioptera) alanstonei
Erioptera (Erioptera) alanstonei is een tweevleugelige uit de familie steltmuggen (Limoniidae). De soort komt voor in het Neotropisch gebied.